# TRT Müzik
TRT Müzik este un canal de televiziune turc deținut și operat de Corporația Turcă de Radio și Televiziune. Emite programe muzicale 24 de ore pe zi, cu reviste muzicale și talkshow-uri.